# 安迪·貝內斯
安德魯·查爾斯·貝內斯（英語：Andrew Charles Benes，1967年8月20日—），為前美國職棒大聯盟的投手，生涯曾效力於教士、水手、紅雀與響尾蛇等隊。他曾在1993年入選明星賽，並於1994年成為聯盟三振王。他的弟弟Alan也是一名大聯盟選手，兄弟倆還曾同隊過。

## 職業生涯
貝內斯是1988年大聯盟選秀的選秀狀元，他也很快在隔年登上大聯盟。
1993年，貝內斯拿下15勝15敗，並入選唯一一次的明星賽。隔年他同時拿下聯盟三振王和敗投王。1996年，他拿下18勝10敗，防禦率3.83，在賽揚獎排行第三。1997年，貝內斯原本打算與紅雀續簽5年3000萬美元的合約，但因為簽約時間已超出規定日期，貝內斯必須等到隔年的5月1日才可重新簽約。最後貝內斯加入剛成立的響尾蛇，成為隊史初代成員。他也是響尾蛇隊史首位先發投球的選手。
貝內斯幾乎都以先發身分出賽，不過他在1996年5月29日拿過一次救援成功。2004年，大聯盟投手Todd Jones曾在運動新聞專欄寫下貝內斯在投出滑球前，會有齜牙的習慣。

## 生涯投球成績
| 勝投 | 敗投 | 防禦率 | 出賽場次 | 先發 | 完投 | 完封 | 投球局數 | 安打 | 失分 | 自責分 | 全壘打 | 保送 | 三振 | 暴投 | 觸身球 |
| ---- | ---- | ------ | -------- | ---- | ---- | ---- | -------- | ---- | ---- | ------ | ------ | ---- | ---- | ---- | ------ |
| 155  | 139  | 3.97   | 403      | 387  | 21   | 9    | 2505.1   | 2377 | 1206 | 1106   | 289    | 909  | 2000 | 63   | 55     |

## 外部連結
- 安迪·貝內斯在美國職棒官網（英语）
- 安迪·貝內斯在Baseball-Reference.com（大聯盟）（英语）
- 安迪·貝內斯在Baseball-Reference.com（小聯盟以及海外聯盟）（英语）
- 安迪·貝內斯在ESPN（MLB）（英语）
- 安迪·貝內斯在FanGraphs.com（英语）
- 安迪·貝內斯在Retrosheet（英语）
- 安迪·貝內斯在The Baseball Cube（英语）
- 安迪·貝內斯在Olympedia（英语）
- 安迪·貝內斯在Missouri Sports Hall of Fame（英语）

| 前任： 小肯·葛瑞菲 | 大聯盟選秀狀元 1988年 | 繼任： 班·麥克唐納 |